# Dobrynka (gromada)
Dobrynka (od 1 I 1962 Małaszewicze) – dawna gromada, czyli najmniejsza jednostka podziału terytorialnego Polskiej Rzeczypospolitej Ludowej w latach 1954–1972.
Gromady, z gromadzkimi radami narodowymi (GRN) jako organami władzy najniższego stopnia na wsi, funkcjonowały od reformy reorganizującej administrację wiejską przeprowadzonej jesienią 1954 do momentu ich zniesienia z dniem 1 stycznia 1973, tym samym wypierając organizację gminną w latach 1954–1972.
Gromadę Dobrynka z siedzibą GRN w Dobrynce utworzono – jako jedną z 8759 gromad na obszarze Polski – w powiecie bialskim w woj. lubelskim na mocy uchwały nr 5 WRN w Lublinie z dnia 5 października 1954. W skład jednostki weszły obszary dotychczasowych gromad Dobrynka, Nowy Dwór i Popiel ze zniesionej gminy Piszczac oraz obszar dotychczasowej gromady Podolanka ze zniesionej gminy Kobylany w tymże powiecie. Dla gromady ustalono 12 członków gromadzkiej rady narodowej.
1 stycznia 1962 gromadę Dobrynka zniesiono przez przeniesienie siedziby GRN z Dobrynki do Małaszewiczów i zmianę nazwy jednostki na gromada Małaszewicze.